# Víctor Manzano y Mejorada

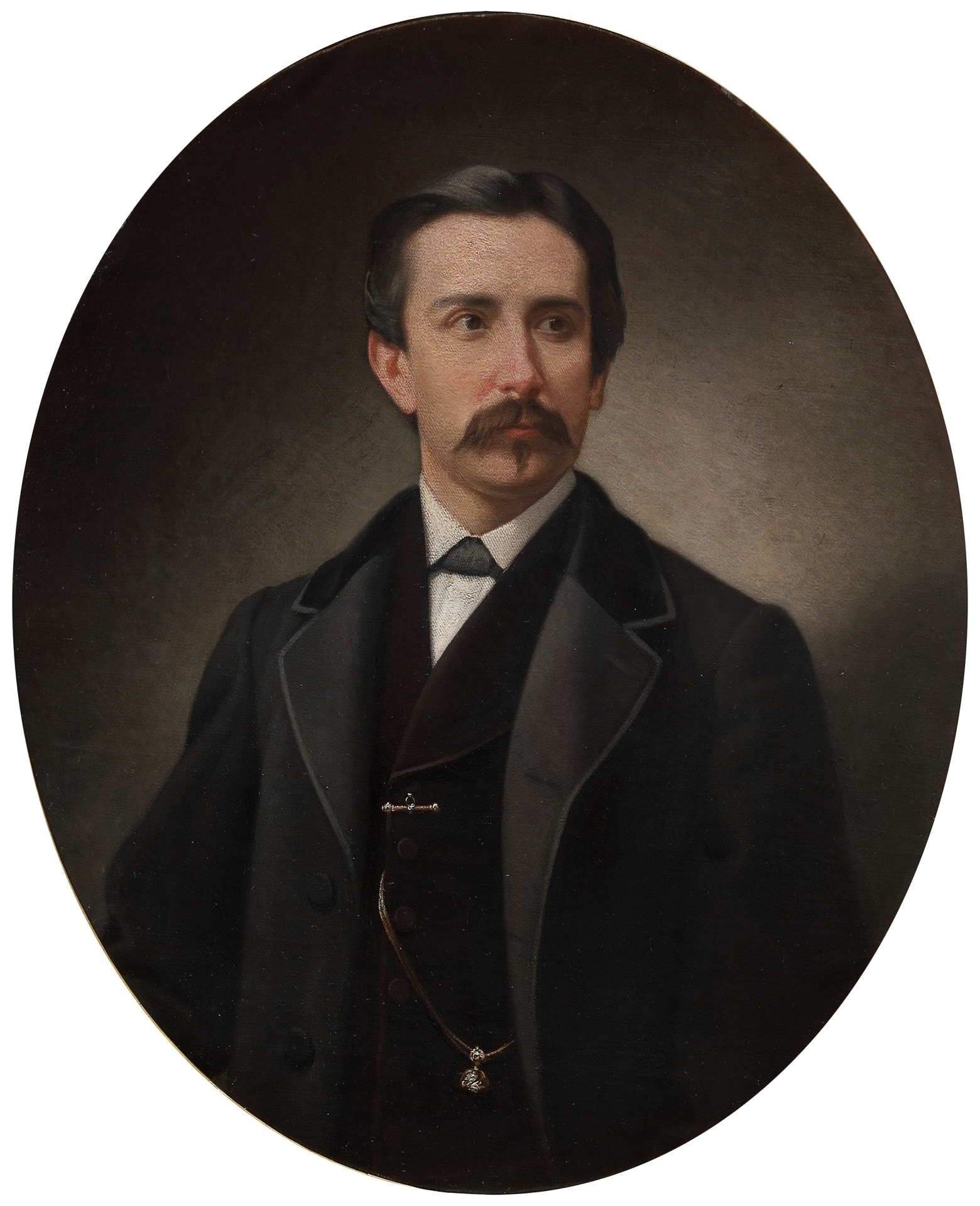
Autorretrato (atribuido). Óleo sobre lienzo, 90 x 74 cm. Oviedo, Museo de Bellas Artes de Asturias, en depósito del Museo del Prado.

Víctor Manzano y Mejorada (Madrid, 11 de abril de 1831-Madrid, 11 de octubre de 1865) fue un pintor español de historia y retratos.

## Biografía y obra

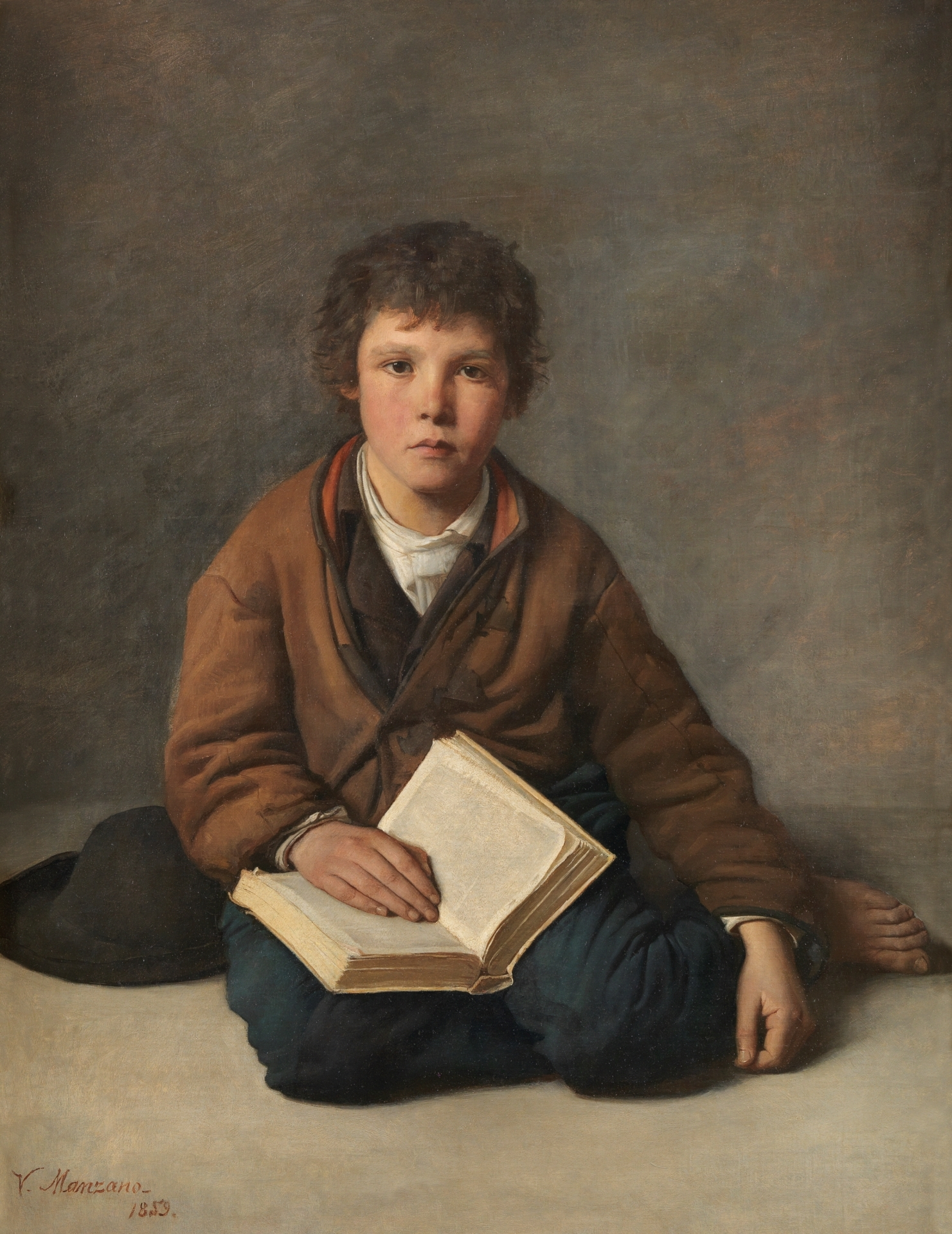
Un chiquillo sentado, 1859. Óleo sobre lienzo, 106 x 83 cm, Madrid, Museo del Prado.

Nacido en Madrid el 11 de abril de 1831, compatibilizó los estudios elementales de pintura en la Real Academia de Bellas Artes de San Fernando con los de ingeniería de caminos, hasta que optó por dedicarse plenamente a la pintura prosiguiendo sus estudios en Roma y París, tras haber recibido enseñanzas en Madrid de Federico de Madrazo y Joaquín Espalter. En París, donde permaneció dos años, recibió las enseñanzas de François Édouard Picot, pero fue el estudio de los maestros antiguos y modernos, como Velázquez o Eugène Delacroix, de quien copió el Harem, lo que atrajo su atención hacia el realismo y el color. Un chiquillo sentado (Museo del Prado), óleo firmado en 1859, es buen ejemplo de la influencia velazqueña en su pintura, una influencia que le va a permitir superar el costumbrismo romántico.

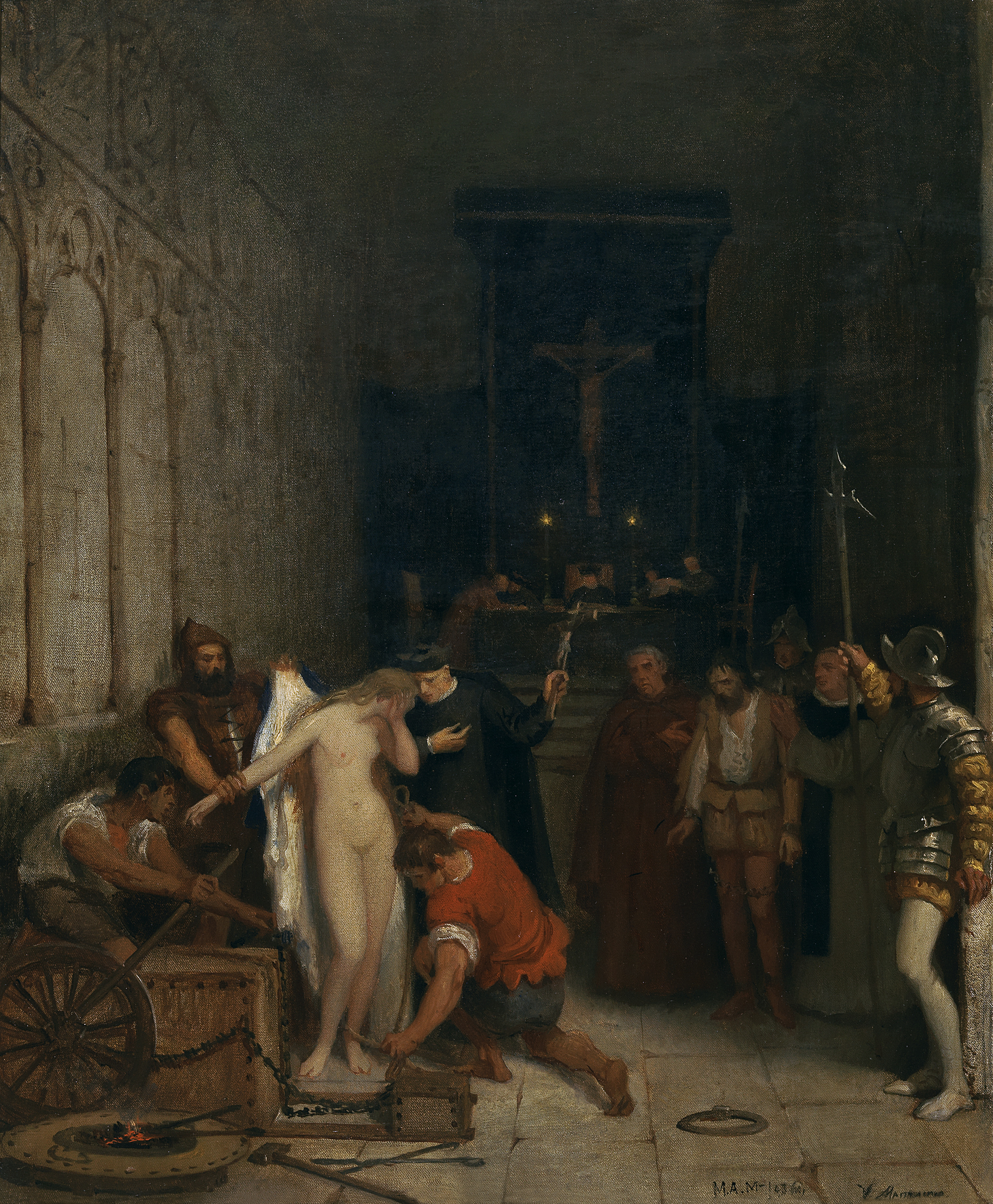
Una escena de inquisición, 1859. Óleo sobre lienzo, 52 x 43 cm, Madrid, Museo del Prado. Boceto para una composición mayor.

En 1858 concurrió a la Exposición Nacional de Bellas Artes con Los últimos momentos de Cervantes, adquirido por el Gobierno para el Museo Nacional (1856, Museo del Prado, en depósito en el Museo de Jaén), los retratos de los marqueses de Remisa, que se habían convertido en sus protectores desde su vuelta a Madrid, La reja, que pasó a ser propiedad de Gregorio Cruzada Villaamil y Santa Teresa en Pastrana (Santa Teresa con los príncipes de Éboli), óleo por el que obtuvo medalla de tercera clase. Tras el éxito de esta primera comparecencia, en 1860 presentó Los Reyes Católicos administrando justicia, que le valió medalla de segunda clase y fue adquirido por la reina Isabel II (Palacio Real de Madrid), ¡Adiós para siempre!, de asunto más ligero, del que la crítica destacó el sentido del color, y un boceto para Los últimos días de Felipe II adquirido por los duques de Montpensier. 
También obtuvo medalla de segunda clase en la Exposición Nacional de 1862 por El presidente del Consejo de Castilla, Rodrigo Vázquez, visitando a la familia de Antonio Pérez en prisión, adquirido por el infante Sebastián de Borbón, que lo nombró su pintor de cámara (Nueva York, Hispanic Society of America), y segunda medalla en la de 1864 por Cisneros y los Grandes, adquirido por el Estado (Museo del Prado, en depósito en el Ayuntamiento de Alcalá de Henares).
Falleció en Madrid, a causa de una epidemia de cólera, el 11 de octubre de 1865. Sus amigos, según Ossorio, organizaron una exposición individual de sus obras poco antes de la nacional de 1866, para la que preparaba un óleo de grandes dimensiones con el tema de Felipe II y don Juan de Austria, reuniendo, según su catálogo, más de un centenar de piezas, en buena parte dibujos y bocetos para composiciones de asunto histórico o literario que no pudo completar a causa de su prematura muerte, pero también retratos y pruebas de grabado al aguafuerte para la revista ilustrada El Arte en España y litografías para la Historia de la Villa y Corte de Madrid de José Amador de los Ríos.